# Allierade ledare i andra världskriget

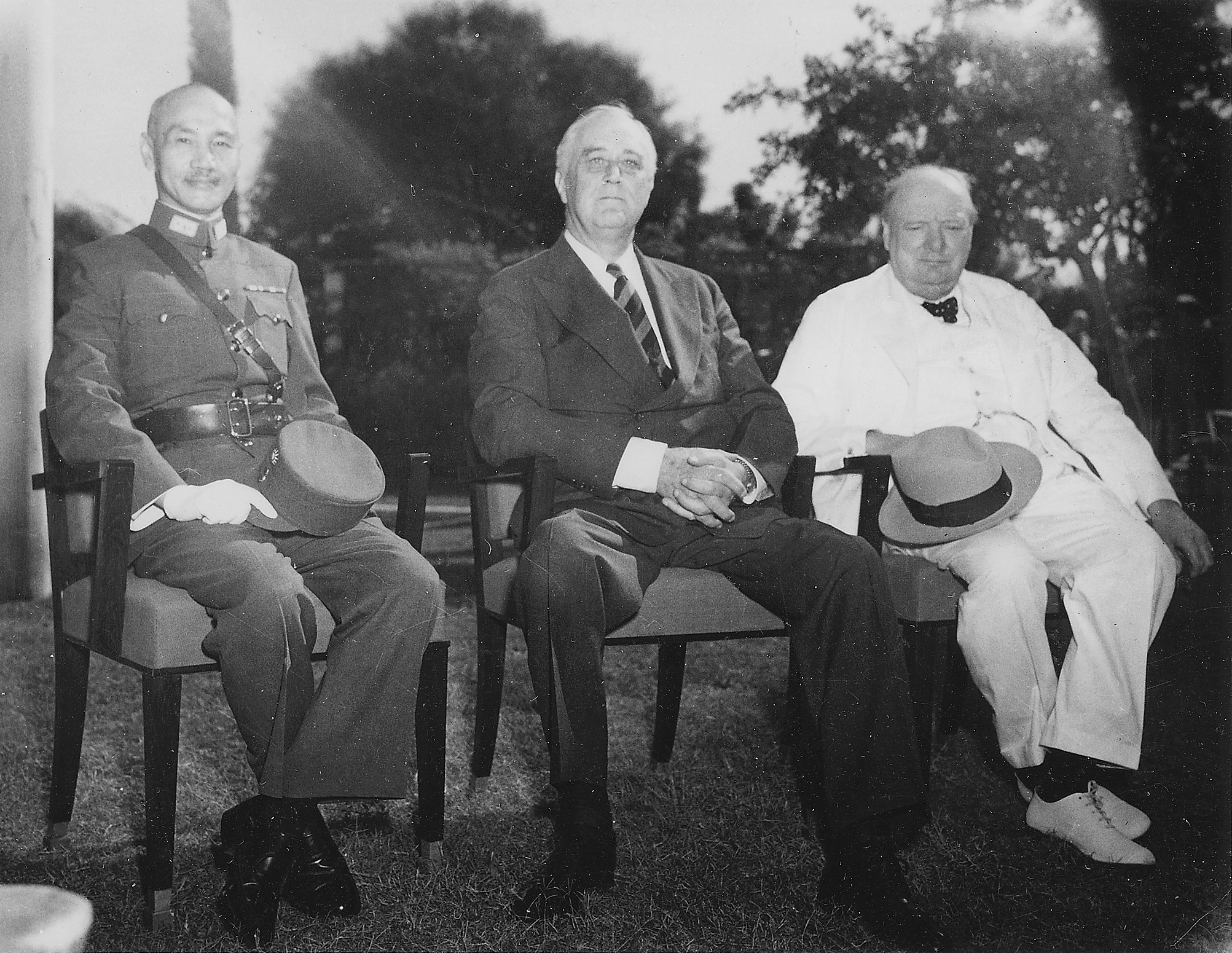
Generalissimo Chiang Kai-shek, Franklin D. Roosevelt och Winston Churchill vid Kairokonferensen, 25 november 1943.

De allierade ledare i andra världskriget som listas nedan utgör ett urval av viktiga politiska och militära ledare som företrädde de allierade under andra världskriget.

## Ledare per land

### Frankrike
- Paul Reynaud var konseljpresident mellan den 21 mars och den 16 juni 1940.
- Philippe Pétain var fransk statschef 1940-1944. Efter nederlaget blev han chef för Vichyregimen i allians med Tyskland.
- Charles de Gaulle var "Fria Frankrikes" ledare från Frankrikes fall 1940 till dess befrielse 1944.
- Philippe Leclerc var en av Frankrikes främsta generaler och ledde franska styrkor i Nordafrika och Normandie.

### Storbritannien
- Neville Chamberlain var Storbritanniens premiärminister från 1937 till 1940. Fick kritik för sina eftergifter till Tyskland.
- Winston Churchill var Storbritanniens premiärminister från 1940 till 1945. Var en tidig motståndare till Storbritanniens och Frankrikes passiva politik gällande Tyskland under 1930-talet. Avvisade fredsförslag från Hitler under Slaget om Storbritannien.
- Alan Brooke, 1:e viscount Alanbrooke var chef för den brittiska armen och militär rådgivare åt Winston Churchill.
- Bernard Montgomery var en av Storbritanniens mest framgångsrika generaler och ledde de brittiska styrkorna i Nordafrika, Italien, Normandie och var även ansvarig för den misslyckade Operation Market Garden.
- Arthur Harris var chef för RAF och ansvarig för bombningarna av Tyskland.
- Dudley Pound var chef över Royal Navy, den brittiska flottan.

### Sovjetunionen
- Joseph Stalin var Sovjetunionens ledare från 1922 till sin död 1953.
- Vjatjeslav Molotov var Sovjetunionens utrikesminister från 1939 till 1956. Förhandlade fram Molotov-Ribbentroppakten.
- Georgij Zjukov var överbefälhavare för de sovjetiska styrkorna och var en av Sovjetunionens främsta generaler.
- Lavrentij Berija var mellan 1938 och 1953 chef för säkerhetstjänsten NKVD som senare blev KGB.
- Vasilij Tjujkov var en sovjetisk general som bland annat var ansvarig för det sovjetiska försvaret under slaget om Stalingrad. Var även en av de ledande sovjetiska generalerna under slaget om Berlin
- Konstantin Rokossovskij var en sovjetisk general som bland annat ledde den sovjetiska motoffensiven under slaget om Stalingrad. Han ledde även de sovjetiska offensiverna i Vitryssland och Polen
- Michail Kalinin var ordförande i Sovjetunionens centrala exekutivkommitté från 30 mars 1919 till 15 juli 1938.

### USA
- Franklin D. Roosevelt var USA:s president från 1933 tills sin död 1945
- Harry S. Truman var USA:s president från 1945 till 1953. Beordrade atombombningarna av Hiroshima och Nagasaki.
- George C. Marshall var chef för den amerikanska armen.
- Dwight D. Eisenhower var överbefälhavare för de allierade styrkorna i Europa från 1944 till Tysklands kapitulation i maj 1945.
- Douglas MacArthur var överbefälhavare för de allierade styrkorna i Stilla havet från 1942 till Japans kapitulation i september 1945.
- Chester W. Nimitz var chef för den amerikanska Stilla havs-flottan.
- Henry H. Arnold var chef över USAAF, det amerikanska flygvapnet.

### Republiken Kina
- Chiang Kai-shek var nationalistpartiet Guomindangs och Republiken Kinas ledare.

Efter kriget var det dessa fem stater, segermakterna, som fick ledande ställning i nybildade FN, i egenskap av permanenta medlemmar i Säkerhetsrådet.